# Wittoecia brehmi
Wittoecia brehmi is een vlinder uit de familie houtboorders (Cossidae). De wetenschappelijke naam van deze soort werd voor het eerst gepubliceerd in 2016 door Roman Viktorovitsj Jakovlev en Thomas Joseph Witt.
De soort komt voor in Ethiopië (Oromia).